# Pila (Italie)
Pour les articles homonymes, voir Pila.
Pila est une commune italienne de la province de Verceil dans la région Piémont en Italie.

## Administration
| Période                                  | Période  | Identité        | Étiquette    | Qualité |
| ---------------------------------------- | -------- | --------------- | ------------ | ------- |
| 14 mai 2004                              | En cours | Germano Gilardi | Lista civica |         |
| Les données manquantes sont à compléter. |          |                 |              |         |

### Communes limitrophes
Pettinengo, Piode, Scopello